# Louis-Gaspard Estournel
Louis-Gaspard Estournel (* 1753; † 1844) war der unverheiratet gebliebene Sohn einer alten Weinbauernfamilie in Saint-Estèphe. Sein Lebenswerk ist das berühmte Weingut Château Cos d’Estournel.
Er erkannte früh die Qualität der extrem kargen Kieselböden (Cos, Koss gesprochen) auf dem Hang von Saint-Estèphe, der dem ebenso berühmten Weingut Château Lafite-Rothschild gegenüberliegt, und kaufte im Laufe seines Lebens große Teile dieses Areals. Er erbaute für sein Weingut einen riesengroßen Weinkeller mit Stilelementen Asiens, unter anderem den pagodenartig geschwungenen Dächern, und der berühmten Tür aus dem Haremsbereich des Sultans von Sansibar.
Seine Verkaufsaktivitäten führten ihn auf Schiffsreisen nach Afrika, Arabien und bis nach Indien. Die besten Verkäufe tätigte er bei den Mogulen, den Königen und Fürsten in Indien, und bei den Sultanen der Küstenregionen. Auf seinen Rückreisen brachte er oftmals Araber-Pferde nach Europa.
Estournel erkannte früh den Wert der Schiffsreise des Weines in den Holzfässern. Als er einmal keine durchgängig guten Geschäfte hatte tätigen können, brachte er unverkauften Wein wieder aus Indien heim. Er verglich ihn mit dem daheimgebliebenen gleichen Wein und stellte eine erhebliche Verbesserung der Eigenschaften fest. Die so zurückgekehrten Weine markierte er mit einem „R“ für „retour des Indes“, zurück aus Indien. Sie wurden ihm förmlich aus den Händen gerissen. Fortan sollten alle seine Weine eine Schiffsreise unternehmen, bevor sie in den Verkauf gelangen durften.
Seine Grundstücksgeschäfte jedoch, die ausgedehnte Bauaktivität und die aufwändigen Kosten der Weinbereitung ließen ihn immer tiefer in Schulden geraten. Am Ende seines langen Lebens musste er verarmt und vollkommen überschuldet seinem befreundeten Bankier den Besitz überlassen. Er durfte jedoch in der Nachbarschaft seiner geliebten Weinberge wohnen bleiben.
Louis-Gaspard Estournel starb ein Jahr später mit 91 Jahren, kurz bevor das Werk seines Lebens, sein Weingut Château Cos d’Estournel, mit der Einstufung als Deuxieme Grand Cru geadelt wurde.
| Personendaten    | Personendaten            |
| ---------------- | ------------------------ |
| NAME             | Estournel, Louis-Gaspard |
| KURZBESCHREIBUNG | französischer Winzer     |
| GEBURTSDATUM     | 1753                     |
| STERBEDATUM      | 1844                     |